# Premio Amanda 2013
La XXIX edizione del premio cinematografico norvegese Premio Amanda (Amanda Awards in inglese) si è tenuta nel 2013 con i seguenti vincitori.

## Vincitori
- Miglior film - I Belong
- Miglior film straniero - Searching for Sugar Man
- Miglior attore - Pål Sverre Hagen per Kon-Tiki
- Miglior attrice - Laila Goody per I Belong
- Miglior attore non protagonista - Fridtjov Såheim per Victoria
- Miglior attrice non protagonista - Suzan Ilir per Før snøen faller
- Miglior regista - Dag Johan Haugerud per I Belong
- Migliore sceneggiatura - Dag Johan Haugerud per I Belong
- Miglior fotografia - Arild Østin Ommundsen per Eventyrland
- Miglior sonoro - Christian Schaanning per All That Matters Is Past
- Miglior montaggio - Vidar Flataukan per 90 minutter
- Migliore colonna sonora - Ola Kvernberg per Jag etter vind
- Miglior film per ragazzi - Pelle Politibil på sporet
- Miglior documentario - De andre
- Miglior film per il pubblico - Kon-Tiki
- Premio onorario - Bent Hamer